# Phyllagathis longiradiosa
Phyllagathis longiradiosa är en tvåhjärtbladig växtart som beskrevs av Chieh Chen. Phyllagathis longiradiosa ingår i släktet Phyllagathis och familjen Melastomataceae. Utöver nominatformen finns också underarten P. l. pulchella.